# Ludwig Wrba

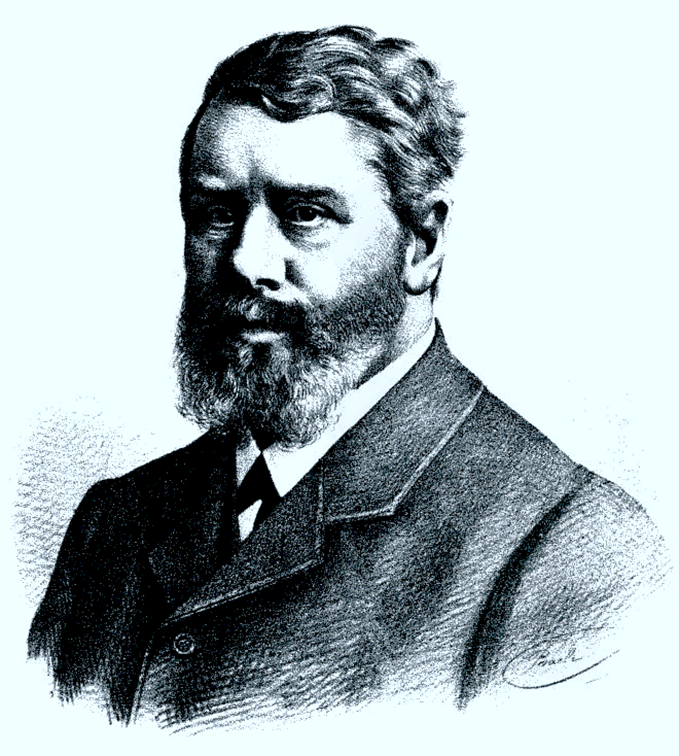
Ludwig Wrba als k. u. k. Eisenbahnminister (1909)

Ludwig Wrba (* 6. März 1844 in Venedig; † 20. August 1927 in Pressbaum, Niederösterreich) war Beamter und zweimal k.k. Eisenbahnminister von Cisleithanien.

## Leben
Wrba studierte an der Universität Wien und der Karls-Universität Prag. In Prag wurde er Mitglied des Corps Teutonia. Er trat 1866 in die Finanzlandesdirektion in Wien und wurde 1869 als Konzeptsadjunkt ins k.k. Handelsministerium übernommen. Hier wurde er 1895 unmittelbar vor der Schaffung des neuen Eisenbahnministeriums Titular- und nach der Gründung 1896 tatsächlich Sektionschef und Geheimer Rat.
Nach Heinrich von Witteks Rücktritt wurde er von Kaiser Franz Joseph I. auf Vorschlag von Ministerpräsident Freiherr Paul Gautsch von Frankenthurn am 1. Mai 1905 zum Eisenbahnminister ernannt und am 2. Juni 1906 gleichzeitig mit dem Ministerpräsidenten enthoben. Am 24. Juli 1905 brachte Wrba ein Gesetz zur Aufstockung der Finanzmittel für die 1901 beschlossenen Neuen Alpenbahnen und andere Projekte durch den Reichsrat. In seiner Amtszeit wurden auch die Vorbereitungen zur Verstaatlichung der Kaiser Ferdinands-Nordbahn getroffen, die sein Nachfolger Julius Derschatta noch 1906 durchs Parlament brachte. Auf Vorschlag von Ministerpräsident Richard Graf von Bienerth-Schmerling wurde er von 10. Februar 1909 bis 9. Jänner 1911 neuerlich Minister. In diese zweite Amtszeit Wrbas fiel die Eröffnung der Tauernbahn am 5. Juli 1909 in Anwesenheit des Kaisers. Zur Beerdigung kam der Bundeskanzler Ignaz Seipel.

## Ehrungen
- Großkreuz des Franz-Joseph-Ordens[2]
- Orden der Eisernen Krone (Österreich) II. Klasse[2]
- Ritter des Österreichisch-kaiserlichen Leopold-Ordens[2]